# エア・グリーンランド
エア･グリーンランドはデンマーク領グリーンランドのヌークに本社を持つ公営航空会社。多くのグリーンランド域内航空路を運航し、コペンハーゲンへも運航している。また、グリーンランド全域において、チャーター便の運航のほか、航空機による捜索や救難活動、救急飛行なども行っている。

## 歴史
エア・グリーンランドは、1960年11月にグリーンランドエアー (Greenlandair) として、スカンジナビア航空と鉱山会社によって創設されたのが始まりである。1962年にグリーンランド自治政府とデンマーク政府による公営企業となった。1998年には初のジェット機としてボーイング757-200を導入している。2002年には社名をエア・グリーンランドに変更した。コペンハーゲン線においては、2003年に延べ9万5千人を輸送している。2003年にはアメリカ空軍からチューレ空軍基地への輸送業務を請け負うことが決まり、2004年2月から輸送業務を行っている。

## 保有機材
2022年時点
- エアバス A330-800型機 1機 : A330-200入替導入
- キングエア B200型機 1機
- DHC-8型機 8機
- エアバス H155型機 7機
- エアバス H225型機 2機
- AS350型機 9機

過去の使用機材（一部）
- エアバス A330-200型機 1機 : A330-800導入までの繋ぎリース機材
- ボーイング757-200型機 1機
- DHC-7型機
- ベル 212型機

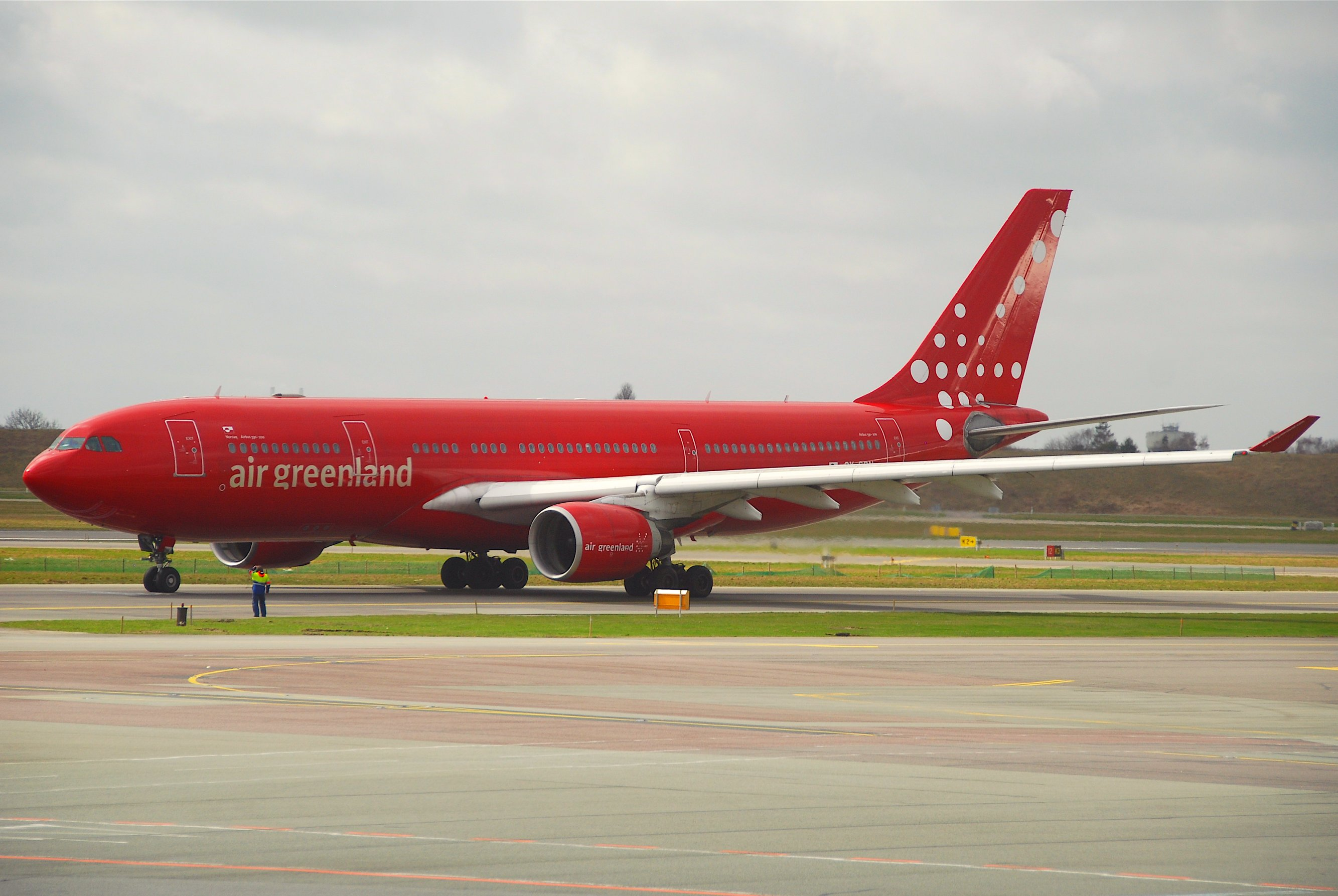
エアバスA330-200
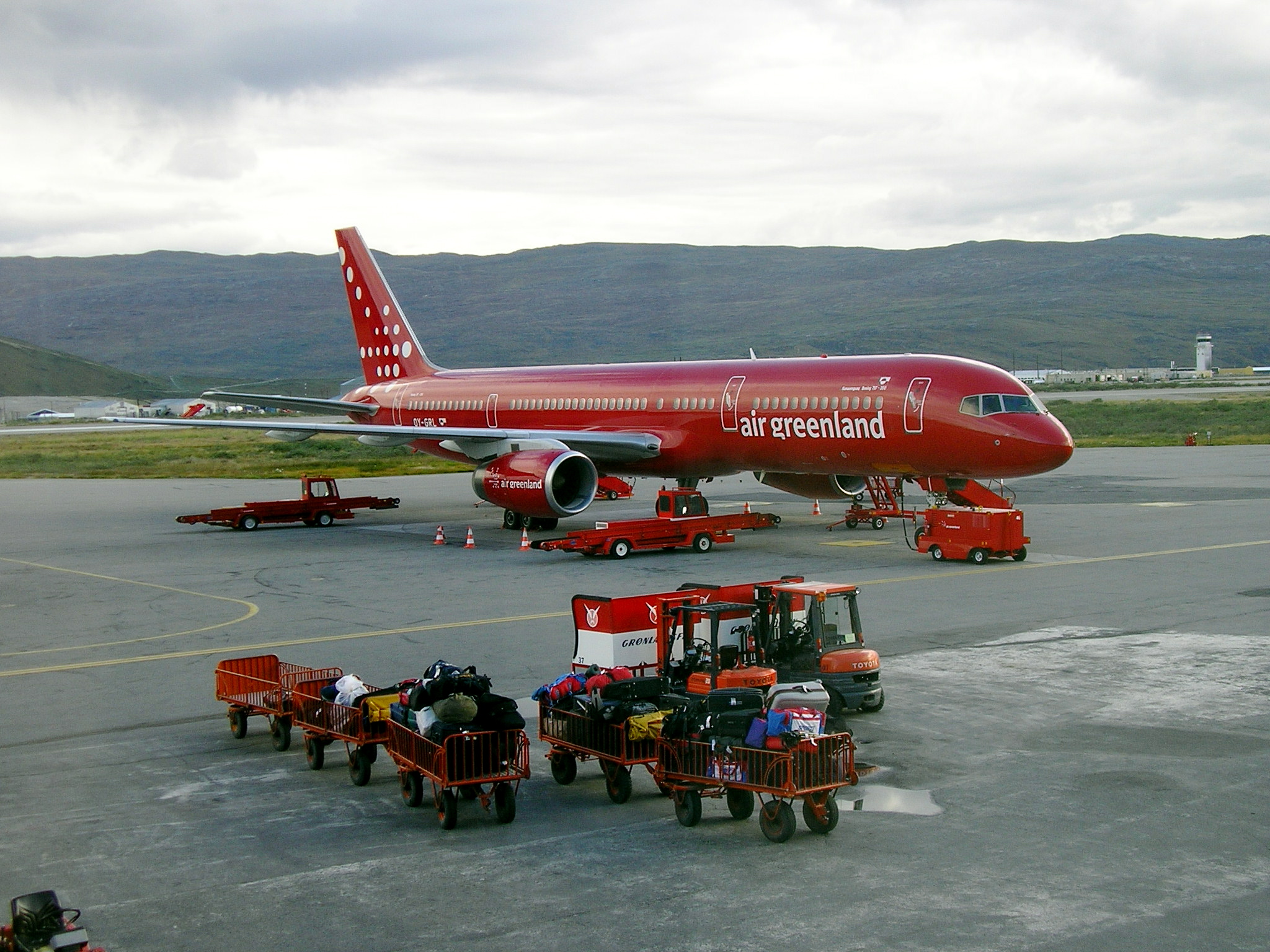
エア・グリーンランドのボーイング757（カンゲルルススアーク空港）

## 就航地
- カーナーク - Qaanaaq (NAQ)
- ウペルナビク - Upernavik (JUV)
- ウマナック - Uummannaq (UMD)
- カールシュト - Qaarsut (JQA)
- Qeqertarsuaq (JGO)
- カシギアングイト - Qasigiannguit (JCH)
- イルリサット - Ilulissat (JAV)
- アシアート - Aasiaat (JEG)
- カンゲルルススアーク - Kangerlussuaq (SFJ)
- シシミュート - Sisimiut (JHS)
- マニートソック - Maniitsoq (JSU)
- ヌーク - Nuuk (GOH)
- コペンハーゲン - Copenhagen (CPH)
- ナルサルスアーク - Narsarsuaq (UAK)
- ナルサーク - Narsaq (JNS)
- カコトック - Qaqortoq (JJU)
- Alluitsup Paa (LLU)
- タシーラク - Tasiilaq (AGM)
- パーミュート - Paamiut (JFR)
- ナノルタリーク - Nanortalik (JNN)

（2008年2月）

## 登場作品
- LIFE! - 劇中で主人公がグリーンランドへ行く際、エア・グリーンランドのエアバスA330に搭乗してヌークに向かう。なお、2008年の時点ではエア・グリーンランドはニューヨークに乗り入れていなかった。